# ساب ۳۷ ویگن
ساب ۳۷ ویگن یک هواپیمای تک سرنشین یک موتوره با برد کوتاه - متوسط ساخت شرکت ساب سوئد می‌باشد. این جنگنده بین سال‌های ۱۹۷۰ تا ۱۹۹۰ تولید شده و چندین مدل متمایز برای اجرای وظایف گوناگون ساخته شده بود مانند جنگنده ضربتی (AJ37) شناسائی اکتشافی (SF37) مراقبت دریایی (SH37) و دو سرنشینه آموزشی. در اواخر ۱۹۷۰ جنگنده رهگیر JA37 برای عملیات در هر گونه شرایط آب و هوائی به سایر مدلها اضافه شد.

## توسعه
ویگن در ابتدا به عنوان جایگزین برای ساب ۳۲ لانزن در نقش ضربتی و سپس جایگزین ساب ۳۵ دراکن در نقش جنگنده توسعه داده شد. مطالعات برای اولین بار بین سال‌های ۱۹۵۲ و ۱۹۵۷ توسط یک شرکت طراحی هواپیما بنام فنلاندی آرن لاکوما انجام شد. مفاهیم مختلف مورد مطالعه قرار گرفتند شامل دو موتور مجزا یا موتور دوقلو، دو بال دلتا و ساده، همچنین دارا بودن بالچه کانارد، حتی طرح عمود پرواز، با موتورهای بالابر جداگانه در نظر گرفته شد.

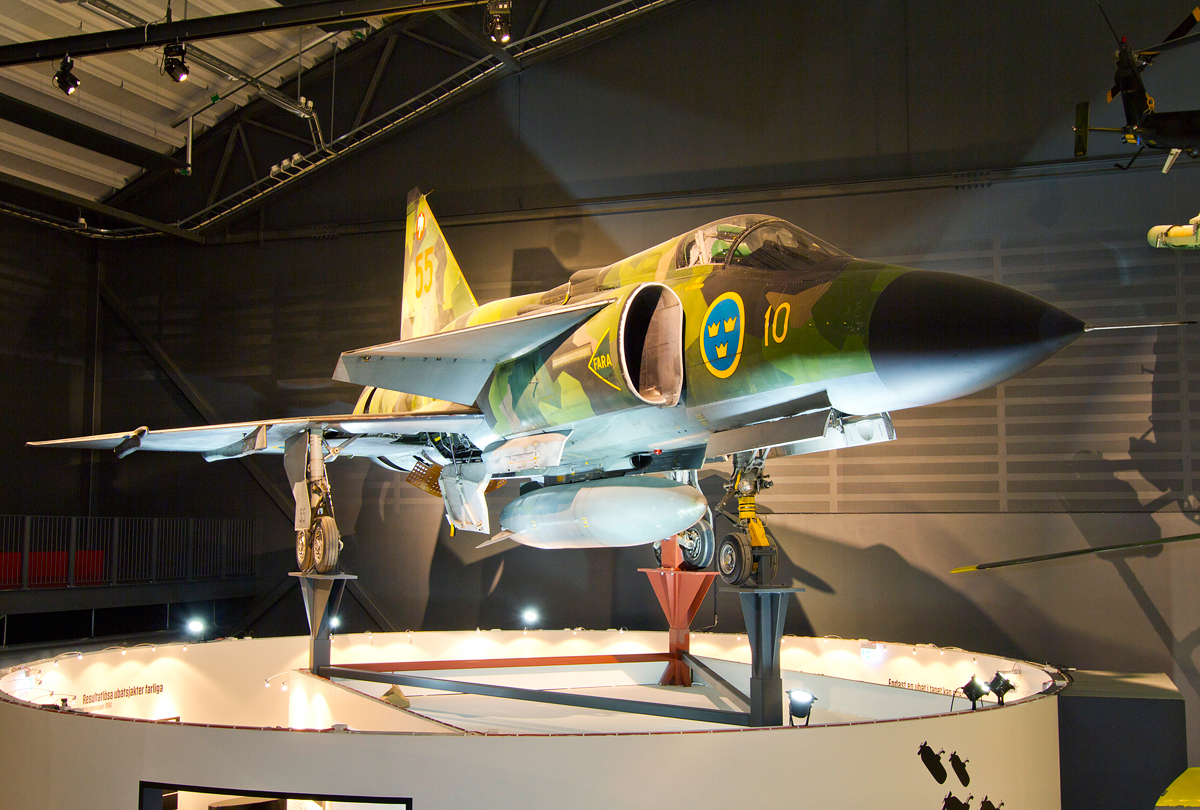
ساب ۳۷ ویگن نمایش داده شده در موزه نیروی هوائی سوئد در لینشوپینگ

هدف تولید یک هواپیمای قوی با عملکرد بسیار خوب در باند کوتاه که بتواند از بسیاری از جاده‌های مخصوص تقویت شده یا بزرگراهها به منظور کاهش آسیب پذیری در شرایط جنگ، استفاده کند. توانایی مافوق صوت در ارتفاع پائین، سرعت ۲ ماخ در ارتفاع بالا و همچنین توانایی ایجاد فرود کوتاه در زاویه پایین حمله از جمله نیازهای مورد انتظار از این پرنده بود. (برای اجتناب از خسارت در باند فرودگاه آسیب دیده). این هواپیما از ابتدا بگونه‌ای طراحی شد که تعمیر و سرویس دهی به آن به وسیلهٔ پرسنل با مهارت معمولی ممکن باشد. برای پاسخ به اهداف این طرح ساب یک پیکربندی ریشه‌ای انتخاب کرد: یک بال دلتا معمولی با یک مجموعه کانارد کوچک بالاتر از سطح بال.